# Galáxia ultra difusa
Na Cosmologia, uma galáxia ultra difusa (UDG) é um tipo de galáxia tão grande quanto uma galáxia normal, como a Via Láctea, mas que possuem entre 100 a 1 000 vezes menos estrelas e, estas emitem menor quantidade de luz.
Essa característica da UDG fortalece a teoria do componente matéria escura. A falta deste componente nesse tipo de galáxia, prova que a matéria escura é uma substância que não está acoplada à matéria normal, podendo serem encontradas separadamente.
Esse tipo de galáxia é difícil de explicar, usando as teorias conhecidas, pois mudam as leis da gravidade em grandes escalas, como uma alternativa à hipótese da matéria escura.